# Aeroportul Narrogin
Aeroportul Narrogin (IATA: NRG, ICAO: YNRG) este un aeroport din Australia de Vest, Australia.
Situat la o altitudine de 385 m, aeroportul dispune de 2 piste.

## Infrastructură

### Piste
Aeroportul dispune de 2 piste. Pista 10/28 are suprafața de asfalt. Pista 18/36 are suprafața de pietriș. 